# Rajshahi

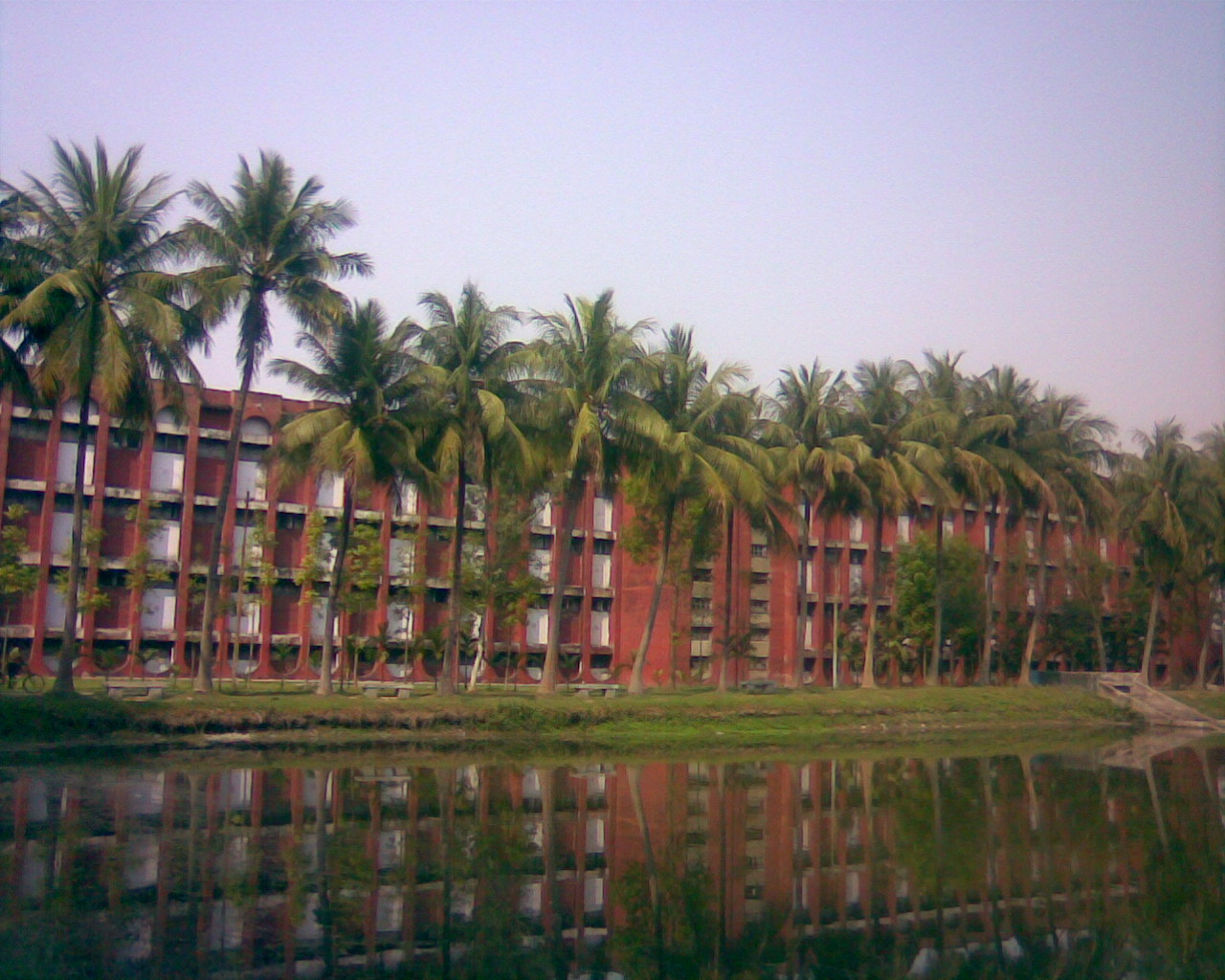
Universitetet i Rajshahi.

Rajshahi (äldre namn Rampur Boalia) är en av de största städerna i Bangladesh och är administrativ huvudort för provinsen Rajshahi. Staden är belägen vid floden Ganges i västra delen av landet, vid gränsen mot Indien. Folkmängden uppgick till 448 087 invånare vid folkräkningen 2011, med förorter 679 889 invånare. Rajshahi (då som Rampur Boalia) blev en egen kommun 1876.